# Vorleser.net
Auf der Website vorleser.net werden mehr als 750 Hörbücher (Stand Oktober 2015) kostenlos als MP3-Dateien zum Download angeboten. Im Jahr 2005 war das Online-Angebot für den Grimme Online Award in der Kategorie Kultur und Unterhaltung nominiert.
Vertreten im Hörbuch-Programm von vorleser.net sind zurzeit etwa 200 (Stand Oktober 2015) klassische und zeitgenössische Autoren mit Märchen (u. a. Brüder Grimm, Hans Christian Andersen), Kurzgeschichten (u. a. Franz Kafka, Edgar Allan Poe, Arthur Schnitzler) und Gedichten (u. a. Joachim Ringelnatz, Johann Wolfgang von Goethe, Rainer Maria Rilke). Im eigenen Studio in Leipzig produziert der Betreiber mit einer Gruppe professioneller Sprecher den Nachschub. Zu den Sprechern, die bislang für  vorleser.net engagiert wurden, gehören auch anderweitig bekannte Schauspieler wie Claus Boysen, Oliver Rohrbeck oder Hanno Friedrich.
Vorleser.net hat seit Dezember 2003 Millionen mp3-Dateien kostenlos verteilt; jeden Monat werden über 150.000 Besucher aus aller Welt gezählt, die insgesamt bis zu 1000 Stunden Hörbücher täglich herunterladen. Rund 48.000 Newsletter-Abonnenten lassen sich regelmäßig über Neuerscheinungen auf vorleser.net informieren.
Verwendet werden zum größten Teil Werke von Autoren, deren Urheberrecht entsprechend europäischem Recht bereits erloschen ist. Seit der Leipziger Buchmesse im Jahr 2007 veröffentlicht vorleser.net in Absprache mit den Verlagen zunehmend auch Literatur zeitgenössischer Autoren als kostenlose Hörbücher.
Herausgeber von vorleser.net ist der Buchfunk Hörbuchverlag mit Sitz in Leipzig.